# 床架

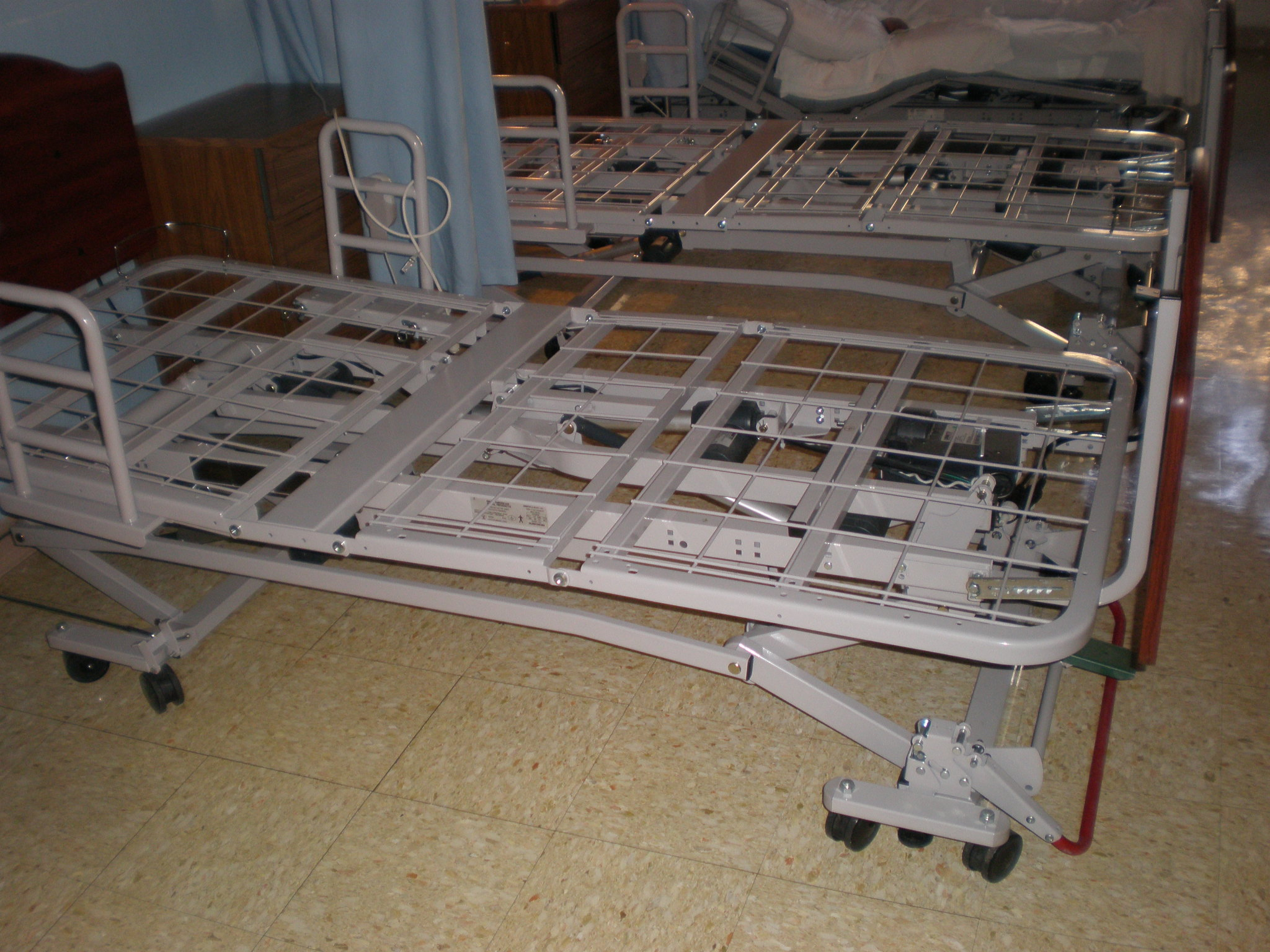
医院內的床架

床架是指床的一個部位，它可以用來支撐、固定床板以及床垫。床架還可以防止床垫向某一側滑动。床架通常由木材或金属製成。

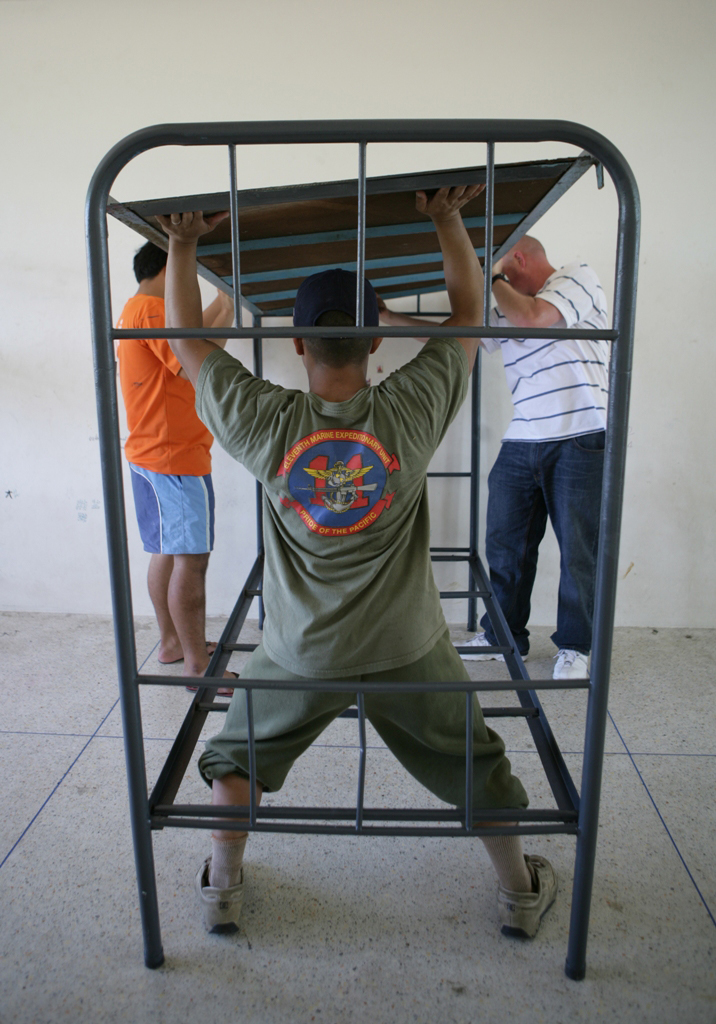
床架